# Збірна Південно-Африканської Республіки з футболу
Збі́рна Півде́нно-Африка́нської Респу́бліки з футбо́лу — команда, яка представляє Південно-Африканську Республіку на міжнародних турнірах і матчах з футболу. Керівна організація — Федерація футболу Південно-Африканської Республіки.

## Виступи на міжнародних турнірах

### Чемпіонат світу
| Чемпіонати світу з футболу | Чемпіонати світу з футболу | Чемпіонати світу з футболу | Чемпіонати світу з футболу | Чемпіонати світу з футболу | Чемпіонати світу з футболу | Чемпіонати світу з футболу | Чемпіонати світу з футболу | Чемпіонати світу з футболу |
| Рік                        | Раунд                      | Місце                      | І                          | В                          | Н                          | П                          | М+                         | М-                         |
| -------------------------- | -------------------------- | -------------------------- | -------------------------- | -------------------------- | -------------------------- | -------------------------- | -------------------------- | -------------------------- |
| 1930                       | не брала участі            | не брала участі            | не брала участі            | не брала участі            | не брала участі            | не брала участі            | не брала участі            | не брала участі            |
| 1934                       | не брала участі            | не брала участі            | не брала участі            | не брала участі            | не брала участі            | не брала участі            | не брала участі            | не брала участі            |
| 1938                       | не брала участі            | не брала участі            | не брала участі            | не брала участі            | не брала участі            | не брала участі            | не брала участі            | не брала участі            |
| 1950                       | не брала участі            | не брала участі            | не брала участі            | не брала участі            | не брала участі            | не брала участі            | не брала участі            | не брала участі            |
| 1954                       | не брала участі            | не брала участі            | не брала участі            | не брала участі            | не брала участі            | не брала участі            | не брала участі            | не брала участі            |
| 1958                       | не брала участі            | не брала участі            | не брала участі            | не брала участі            | не брала участі            | не брала участі            | не брала участі            | не брала участі            |
| 1962                       | не брала участі            | не брала участі            | не брала участі            | не брала участі            | не брала участі            | не брала участі            | не брала участі            | не брала участі            |
| 1966                       | не допущено                | не допущено                | не допущено                | не допущено                | не допущено                | не допущено                | не допущено                | не допущено                |
| 1970                       | заборонено                 | заборонено                 | заборонено                 | заборонено                 | заборонено                 | заборонено                 | заборонено                 | заборонено                 |
| 1974                       | заборонено                 | заборонено                 | заборонено                 | заборонено                 | заборонено                 | заборонено                 | заборонено                 | заборонено                 |
| 1978                       | заборонено                 | заборонено                 | заборонено                 | заборонено                 | заборонено                 | заборонено                 | заборонено                 | заборонено                 |
| 1982                       | заборонено                 | заборонено                 | заборонено                 | заборонено                 | заборонено                 | заборонено                 | заборонено                 | заборонено                 |
| 1986                       | заборонено                 | заборонено                 | заборонено                 | заборонено                 | заборонено                 | заборонено                 | заборонено                 | заборонено                 |
| 1990                       | заборонено                 | заборонено                 | заборонено                 | заборонено                 | заборонено                 | заборонено                 | заборонено                 | заборонено                 |
| 1994                       | не кваліфікувались         | не кваліфікувались         | не кваліфікувались         | не кваліфікувались         | не кваліфікувались         | не кваліфікувались         | не кваліфікувались         | не кваліфікувались         |
| 1998                       | груповий етап              | 24                         | 3                          | 0                          | 2                          | 1                          | 3                          | 6                          |
| 2002                       | груповий етап              | 17                         | 3                          | 1                          | 1                          | 1                          | 5                          | 5                          |
| 2006                       | не кваліфікувались         | не кваліфікувались         | не кваліфікувались         | не кваліфікувались         | не кваліфікувались         | не кваліфікувались         | не кваліфікувались         | не кваліфікувались         |
| 2010                       | груповий етап              | 20                         | 3                          | 1                          | 1                          | 1                          | 3                          | 5                          |
| 2014                       | не кваліфікувались         | не кваліфікувались         | не кваліфікувались         | не кваліфікувались         | не кваліфікувались         | не кваліфікувались         | не кваліфікувались         | не кваліфікувались         |
| 2018                       | не кваліфікувались         | не кваліфікувались         | не кваліфікувались         | не кваліфікувались         | не кваліфікувались         | не кваліфікувались         | не кваліфікувались         | не кваліфікувались         |
| 2022                       | не визначено               | не визначено               | не визначено               | не визначено               | не визначено               | не визначено               | не визначено               | не визначено               |
| Усього                     | Груповий етап              | 3/21                       | 9                          | 2                          | 4                          | 3                          | 11                         | 16                         |

- — країна-господар фінального турніру

### Кубок Африки
| Кубок Африки | Кубок Африки                                                                | Кубок Африки                                                                | Кубок Африки                                                                | Кубок Африки                                                                | Кубок Африки                                                                | Кубок Африки                                                                | Кубок Африки                                                                | Кубок Африки                                                                |
| Рік          | Раунд                                                                       | Місце                                                                       | І                                                                           | В                                                                           | Н                                                                           | П                                                                           | М+                                                                          | М-                                                                          |
| ------------ | --------------------------------------------------------------------------- | --------------------------------------------------------------------------- | --------------------------------------------------------------------------- | --------------------------------------------------------------------------- | --------------------------------------------------------------------------- | --------------------------------------------------------------------------- | --------------------------------------------------------------------------- | --------------------------------------------------------------------------- |
| 1957         | дискваліфікована через політику расової сегрегації при комплектації команди | дискваліфікована через політику расової сегрегації при комплектації команди | дискваліфікована через політику расової сегрегації при комплектації команди | дискваліфікована через політику расової сегрегації при комплектації команди | дискваліфікована через політику расової сегрегації при комплектації команди | дискваліфікована через політику расової сегрегації при комплектації команди | дискваліфікована через політику расової сегрегації при комплектації команди | дискваліфікована через політику расової сегрегації при комплектації команди |
| 1959         | виключена зі складу КАФ через політику апартеїду                            | виключена зі складу КАФ через політику апартеїду                            | виключена зі складу КАФ через політику апартеїду                            | виключена зі складу КАФ через політику апартеїду                            | виключена зі складу КАФ через політику апартеїду                            | виключена зі складу КАФ через політику апартеїду                            | виключена зі складу КАФ через політику апартеїду                            | виключена зі складу КАФ через політику апартеїду                            |
| 1962         | виключена зі складу КАФ через політику апартеїду                            | виключена зі складу КАФ через політику апартеїду                            | виключена зі складу КАФ через політику апартеїду                            | виключена зі складу КАФ через політику апартеїду                            | виключена зі складу КАФ через політику апартеїду                            | виключена зі складу КАФ через політику апартеїду                            | виключена зі складу КАФ через політику апартеїду                            | виключена зі складу КАФ через політику апартеїду                            |
| 1963         | виключена зі складу КАФ через політику апартеїду                            | виключена зі складу КАФ через політику апартеїду                            | виключена зі складу КАФ через політику апартеїду                            | виключена зі складу КАФ через політику апартеїду                            | виключена зі складу КАФ через політику апартеїду                            | виключена зі складу КАФ через політику апартеїду                            | виключена зі складу КАФ через політику апартеїду                            | виключена зі складу КАФ через політику апартеїду                            |
| 1965         | виключена зі складу КАФ через політику апартеїду                            | виключена зі складу КАФ через політику апартеїду                            | виключена зі складу КАФ через політику апартеїду                            | виключена зі складу КАФ через політику апартеїду                            | виключена зі складу КАФ через політику апартеїду                            | виключена зі складу КАФ через політику апартеїду                            | виключена зі складу КАФ через політику апартеїду                            | виключена зі складу КАФ через політику апартеїду                            |
| 1968         | виключена зі складу КАФ через політику апартеїду                            | виключена зі складу КАФ через політику апартеїду                            | виключена зі складу КАФ через політику апартеїду                            | виключена зі складу КАФ через політику апартеїду                            | виключена зі складу КАФ через політику апартеїду                            | виключена зі складу КАФ через політику апартеїду                            | виключена зі складу КАФ через політику апартеїду                            | виключена зі складу КАФ через політику апартеїду                            |
| 1970         | виключена зі складу КАФ через політику апартеїду                            | виключена зі складу КАФ через політику апартеїду                            | виключена зі складу КАФ через політику апартеїду                            | виключена зі складу КАФ через політику апартеїду                            | виключена зі складу КАФ через політику апартеїду                            | виключена зі складу КАФ через політику апартеїду                            | виключена зі складу КАФ через політику апартеїду                            | виключена зі складу КАФ через політику апартеїду                            |
| 1972         | виключена зі складу КАФ через політику апартеїду                            | виключена зі складу КАФ через політику апартеїду                            | виключена зі складу КАФ через політику апартеїду                            | виключена зі складу КАФ через політику апартеїду                            | виключена зі складу КАФ через політику апартеїду                            | виключена зі складу КАФ через політику апартеїду                            | виключена зі складу КАФ через політику апартеїду                            | виключена зі складу КАФ через політику апартеїду                            |
| 1974         | виключена зі складу КАФ через політику апартеїду                            | виключена зі складу КАФ через політику апартеїду                            | виключена зі складу КАФ через політику апартеїду                            | виключена зі складу КАФ через політику апартеїду                            | виключена зі складу КАФ через політику апартеїду                            | виключена зі складу КАФ через політику апартеїду                            | виключена зі складу КАФ через політику апартеїду                            | виключена зі складу КАФ через політику апартеїду                            |
| 1976         | виключена зі складу КАФ через політику апартеїду                            | виключена зі складу КАФ через політику апартеїду                            | виключена зі складу КАФ через політику апартеїду                            | виключена зі складу КАФ через політику апартеїду                            | виключена зі складу КАФ через політику апартеїду                            | виключена зі складу КАФ через політику апартеїду                            | виключена зі складу КАФ через політику апартеїду                            | виключена зі складу КАФ через політику апартеїду                            |
| 1978         | виключена зі складу КАФ через політику апартеїду                            | виключена зі складу КАФ через політику апартеїду                            | виключена зі складу КАФ через політику апартеїду                            | виключена зі складу КАФ через політику апартеїду                            | виключена зі складу КАФ через політику апартеїду                            | виключена зі складу КАФ через політику апартеїду                            | виключена зі складу КАФ через політику апартеїду                            | виключена зі складу КАФ через політику апартеїду                            |
| 1980         | виключена зі складу КАФ через політику апартеїду                            | виключена зі складу КАФ через політику апартеїду                            | виключена зі складу КАФ через політику апартеїду                            | виключена зі складу КАФ через політику апартеїду                            | виключена зі складу КАФ через політику апартеїду                            | виключена зі складу КАФ через політику апартеїду                            | виключена зі складу КАФ через політику апартеїду                            | виключена зі складу КАФ через політику апартеїду                            |
| 1982         | виключена зі складу КАФ через політику апартеїду                            | виключена зі складу КАФ через політику апартеїду                            | виключена зі складу КАФ через політику апартеїду                            | виключена зі складу КАФ через політику апартеїду                            | виключена зі складу КАФ через політику апартеїду                            | виключена зі складу КАФ через політику апартеїду                            | виключена зі складу КАФ через політику апартеїду                            | виключена зі складу КАФ через політику апартеїду                            |
| 1984         | виключена зі складу КАФ через політику апартеїду                            | виключена зі складу КАФ через політику апартеїду                            | виключена зі складу КАФ через політику апартеїду                            | виключена зі складу КАФ через політику апартеїду                            | виключена зі складу КАФ через політику апартеїду                            | виключена зі складу КАФ через політику апартеїду                            | виключена зі складу КАФ через політику апартеїду                            | виключена зі складу КАФ через політику апартеїду                            |
| 1986         | виключена зі складу КАФ через політику апартеїду                            | виключена зі складу КАФ через політику апартеїду                            | виключена зі складу КАФ через політику апартеїду                            | виключена зі складу КАФ через політику апартеїду                            | виключена зі складу КАФ через політику апартеїду                            | виключена зі складу КАФ через політику апартеїду                            | виключена зі складу КАФ через політику апартеїду                            | виключена зі складу КАФ через політику апартеїду                            |
| 1988         | виключена зі складу КАФ через політику апартеїду                            | виключена зі складу КАФ через політику апартеїду                            | виключена зі складу КАФ через політику апартеїду                            | виключена зі складу КАФ через політику апартеїду                            | виключена зі складу КАФ через політику апартеїду                            | виключена зі складу КАФ через політику апартеїду                            | виключена зі складу КАФ через політику апартеїду                            | виключена зі складу КАФ через політику апартеїду                            |
| 1990         | виключена зі складу КАФ через політику апартеїду                            | виключена зі складу КАФ через політику апартеїду                            | виключена зі складу КАФ через політику апартеїду                            | виключена зі складу КАФ через політику апартеїду                            | виключена зі складу КАФ через політику апартеїду                            | виключена зі складу КАФ через політику апартеїду                            | виключена зі складу КАФ через політику апартеїду                            | виключена зі складу КАФ через політику апартеїду                            |
| 1992         | виключена зі складу КАФ через політику апартеїду                            | виключена зі складу КАФ через політику апартеїду                            | виключена зі складу КАФ через політику апартеїду                            | виключена зі складу КАФ через політику апартеїду                            | виключена зі складу КАФ через політику апартеїду                            | виключена зі складу КАФ через політику апартеїду                            | виключена зі складу КАФ через політику апартеїду                            | виключена зі складу КАФ через політику апартеїду                            |
| 1994         | не пройшла кваліфікацію                                                     | не пройшла кваліфікацію                                                     | не пройшла кваліфікацію                                                     | не пройшла кваліфікацію                                                     | не пройшла кваліфікацію                                                     | не пройшла кваліфікацію                                                     | не пройшла кваліфікацію                                                     | не пройшла кваліфікацію                                                     |
| 1996         | Чемпіон                                                                     | 1-е                                                                         | 6                                                                           | 5                                                                           | 0                                                                           | 1                                                                           | 11                                                                          | 2                                                                           |
| 1998         | Фіналіст                                                                    | 2-е                                                                         | 6                                                                           | 3                                                                           | 2                                                                           | 1                                                                           | 9                                                                           | 6                                                                           |
| 2000         | Третє місце                                                                 | 3-є                                                                         | 6                                                                           | 3                                                                           | 2                                                                           | 1                                                                           | 8                                                                           | 6                                                                           |
| 2002         | Чвертьфінал                                                                 | 6-е                                                                         | 4                                                                           | 1                                                                           | 2                                                                           | 1                                                                           | 3                                                                           | 3                                                                           |
| 2004         | Груповий етап                                                               | 11-е                                                                        | 3                                                                           | 1                                                                           | 1                                                                           | 1                                                                           | 3                                                                           | 5                                                                           |
| 2006         | Груповий етап                                                               | 16-е                                                                        | 3                                                                           | 0                                                                           | 0                                                                           | 3                                                                           | 0                                                                           | 5                                                                           |
| 2008         | Груповий етап                                                               | 13-е                                                                        | 3                                                                           | 0                                                                           | 2                                                                           | 1                                                                           | 3                                                                           | 5                                                                           |
| 2010         | не пройшла кваліфікацію                                                     | не пройшла кваліфікацію                                                     | не пройшла кваліфікацію                                                     | не пройшла кваліфікацію                                                     | не пройшла кваліфікацію                                                     | не пройшла кваліфікацію                                                     | не пройшла кваліфікацію                                                     | не пройшла кваліфікацію                                                     |
| 2012         | не пройшла кваліфікацію                                                     | не пройшла кваліфікацію                                                     | не пройшла кваліфікацію                                                     | не пройшла кваліфікацію                                                     | не пройшла кваліфікацію                                                     | не пройшла кваліфікацію                                                     | не пройшла кваліфікацію                                                     | не пройшла кваліфікацію                                                     |
| 2013         | Чвертьфінал                                                                 | 6-е                                                                         | 4                                                                           | 1                                                                           | 2                                                                           | 1                                                                           | 5                                                                           | 3                                                                           |
| 2015         | Груповий етап                                                               | 15-е                                                                        | 3                                                                           | 0                                                                           | 1                                                                           | 2                                                                           | 3                                                                           | 6                                                                           |
| 2017         | не пройшла кваліфікацію                                                     | не пройшла кваліфікацію                                                     | не пройшла кваліфікацію                                                     | не пройшла кваліфікацію                                                     | не пройшла кваліфікацію                                                     | не пройшла кваліфікацію                                                     | не пройшла кваліфікацію                                                     | не пройшла кваліфікацію                                                     |
| 2019         | Чвертьфінал                                                                 | 7-е                                                                         | 5                                                                           | 2                                                                           | 0                                                                           | 3                                                                           | 3                                                                           | 4                                                                           |
| 2021         | не визначено                                                                | не визначено                                                                | не визначено                                                                | не визначено                                                                | не визначено                                                                | не визначено                                                                | не визначено                                                                | не визначено                                                                |
| 2023         | не визначено                                                                | не визначено                                                                | не визначено                                                                | не визначено                                                                | не визначено                                                                | не визначено                                                                | не визначено                                                                | не визначено                                                                |
| 2025         | не визначено                                                                | не визначено                                                                | не визначено                                                                | не визначено                                                                | не визначено                                                                | не визначено                                                                | не визначено                                                                | не визначено                                                                |
| Усього       | 1 титул                                                                     | 10/32                                                                       | 43                                                                          | 16                                                                          | 12                                                                          | 15                                                                          | 48                                                                          | 45                                                                          |

- — країна-господар фінального турніру

## Відомі гравці збірної
- Лукас Радебе (1992—2003)